# فضل‌آباد (کورین، دو)
فضل‌آباد یا موتور سلطان محمد روستایی در دهستان کورین بخش کورین شهرستان زاهدان استان سیستان و بلوچستان ایران است.

## جمعیت
بر پایه سرشماری عمومی نفوس و مسکن در سال ۱۳۹۵ جمعیت این روستا ۱۶ نفر (۶خانوار) بوده‌است.